# Acomys cahirinus
Acomys cahirinus är en däggdjursart som först beskrevs av Anselme Gaëtan Desmarest 1819.  Den ingår i släktet taggmöss och familjen råttdjur. IUCN kategoriserar arten globalt som livskraftig. Inga underarter finns listade.

## Beskrivning
En medelstor taggmus med släktets spetsiga nos och typiska, styva och taggformade borst på ryggen. Längden från nos till svansrot är 7,5 till 14 cm, svanslängden 8,5 till 14 cm och vikten varierar från 21 till 64 g. Ryggpälsen är kanelbrun med vita fläckar under ögonen och vid öronen, medan buken och fötterna är grå till vitaktiga.

## Ekologi
Arten förekommer främst i klippiga områden och undviker sandöken. Den kan även påträffas på grusslätter och människopåverkade habitat som trädgårdar och dadelplanteringar (även på sandmark). Musen lever i sociala grupper som domineras av en hane. Den är dagaktiv, med tonvikt på morgnar och kvällar. Det är en livlig och aggressiv art som reser de taggiga rygghåren när den oroas. Arten bygger inte bon, utan söker skydd i klippspringor. Arten klättrar inte gärna, och undviker områden över 1 500 m. Födan består av frön, andra växtdelar, frukt och små, ryggradslösa djur som spindlar, mindre insekter, snäckor och, i Egypten, även mänskliga lämningar som mumier.

## Fortplantning
Könsmognaden inträder vid ungefär 2 månaders ålder. Artens biologi är dåligt studerad, men det förefaller som om dess parningsperiod sträcker sig mellan september och januari, eventuellt hela året. I vilket fall får honan 4 till 5 kullar med 1 till 5 förhållandevis väl utvecklade ungar efter 5 till 6 veckors graviditet under parningsperioden. På grund av artens sociala struktur tar fler honor än modern hand om ungarna.

## Utbredning
Artens utbredningsområde ligger i norra Afrika från Marocko och Mauretanien till norra Somalia. Det är uppdelat i tre från varandra skilda populationer. Acomys cahirinus finns även på västra Sinaihalvön.